# Berker (Unternehmen)

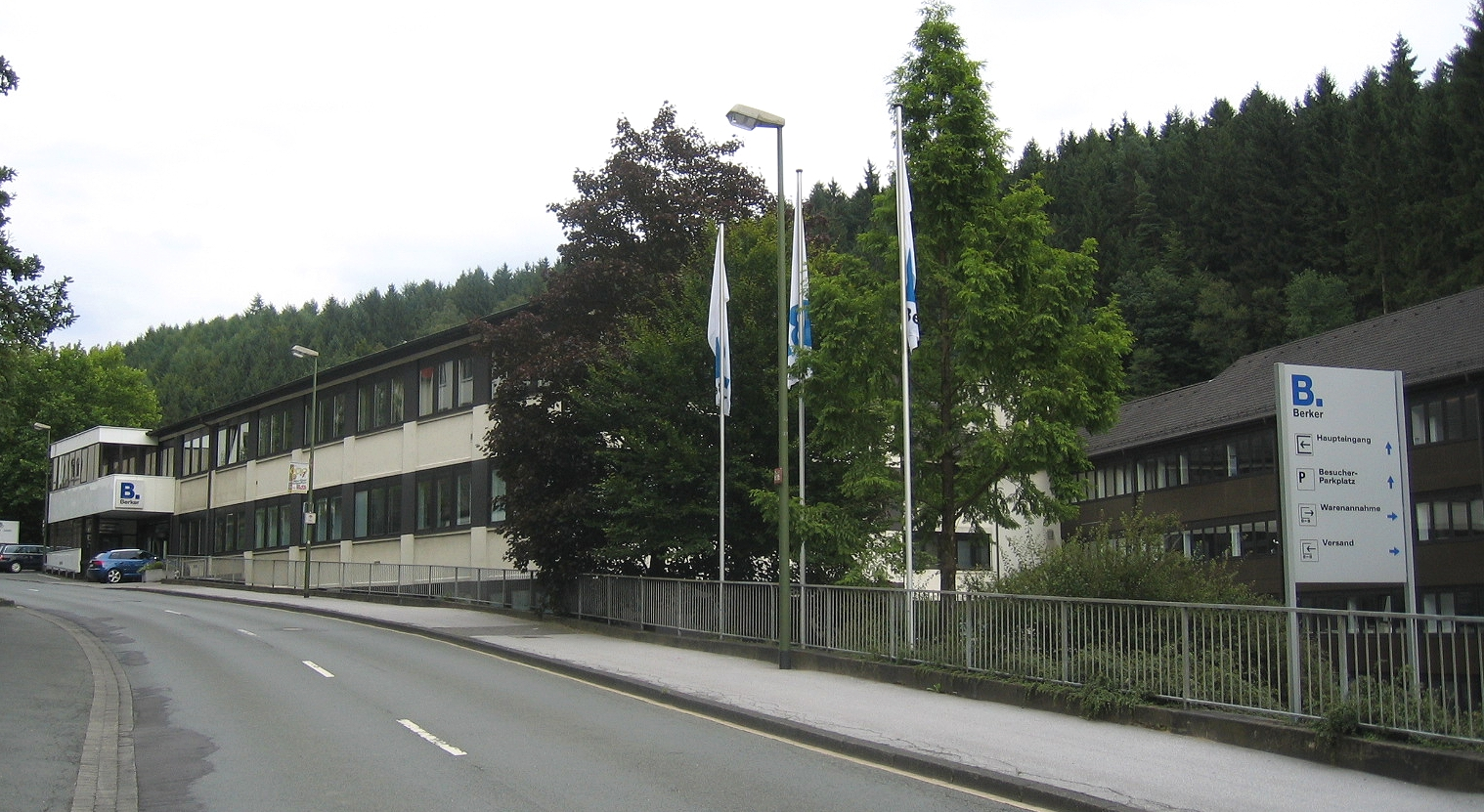
Fabrikgebäude in Schalksmühle

Die Berker GmbH & Co. KG ist ein deutsches Unternehmen mit Hauptsitz in Schalksmühle und weiteren Standorten in Wenden-Ottfingen und in Karlsruhe. Seit 2010 gehört das Unternehmen zur Hager Group.
Das Unternehmen stellt heute folgende Produkte her:
- Installationstechnik wie z. B. Schalter und Steckdosen
- Gebäudesystemtechnik für KNX/EIB-Komponenten
- Schalter für die Automobilindustrie.

Berker führte, zusammen mit anderen Herstellern, den Europäischen Installationsbus EIB als Standard ein.
Gemeinsam mit den Unternehmen Gira und Jung gründete Berker 1970 das Tochterunternehmen INSTA mit Sitz in Lüdenscheid. INSTA entwickelt und fertigt neben KNX/EIB-Komponenten und Elektronikkomponenten der Installationstechnik wie z. B. Dimmer, Bewegungsmelder, Funksteuerungen und elektronischen Transformatoren auch DALI (Digital-Addressable-Lighting-Interface)-Geräte. Ein weiterer großer Zweig ist die Herstellung von LED-Leuchtmitteln.
Die Firma Berker ist neben Busch-Jaeger, Gira, Jung, Merten und Siemens einer der größten deutschen Hersteller von Elektroinstallationsmaterial und KNX/EIB-Produkten.
Für 2013 wurden für elektronische Schalter neue Unterputzmodule angekündigt („BERKER.NET“), welche nicht mehr auf INSTA-Technik basiert (z. B. Berker BLC), sondern auf Hager-Technik.